# Jaroslav Kantůrek
Jaroslav Kantůrek (Poděbrady, 17 agosto 1953) è un ex cestista e allenatore di pallacanestro cecoslovacco.

## Carriera
Con la Cecoslovacchia ha disputato i Campionati europei del 1975 e i Giochi olimpici di Montréal 1976.

## Palmarès

### Giocatore
- Campionato cecoslovacco: 2

Slavia VŠ Praga: 1971-72
Pardubice: 1983-84